# フランチェスコ・マシャレッリ
フランチェスコ・マシャレッリ（Francesco Masciarelli、1986年5月5日- ）は、イタリア、ペスカーラ出身の自転車競技（ロードレース）選手。

## 経歴
父、パルミロ・マシャレッリ、兄であるシモーネ・マシャレッリ、アンドレア・マシャレッリも自転車選手。
2007年、アクア&サポーネの育成選手から昇格し、同チームとプロ契約を結ぶ。
- ツアー・オブ・ジャパン総合優勝（区間2勝）。

2008年、ジロ・デル・ラツィオ優勝。
2009年、ジロ・デ・イタリア初出場。総合17位、新人賞部門2位。
2011年、アスタナに移籍。